# 경산초등학교 (충북)
경산초등학교는 대한민국 충청북도 청주시에 있는 공립 초등학교이다.

## 학교 연혁
- 1995.04.21. 경산초등학교 설립인가
- 1997.09.01. 경산초등학교 개교(21학급 편성)
- 1997.09.01. 제1대 조남휴 초대교장 부임
- 2007.03.01. 제5대 노응균 교장 부임
- 2010.02.17. 제12회 243명 졸업(총 2679명)
- 2010.03.01. 32학급 편성(병설유치원 1학급 편성)
- 2010.03.01. 청주교육대학교 교육실습 협력학교 지정(2010.03.01.~2012.02.29.)
- 2010.09.01. 제6대 오병익 교장 부임
- 2012.03.01. 33학급 편성(병설유치원 1학급 편성)
- 2012.09.01. 제7대 신태병 교장 부임
- 2014.02.18. 제16회 144명 졸업 (졸업생 총3401명)
- 2014.03.01. 28학급 편성(병설유치원 1학급 편성)
- 2014.09.01. 제8대 박종학 교장 부임
- 2015.02.12. 제17회 125명 졸업 (졸업생 총 3526명)
- 2015.03.01. 27학급 편성(병설유치원 1학급 편성)
- 2017.02.17	제 17회 졸업생 113명 배출(총 졸업생 3,499명)
- 2017.03.01	26학급 편성(일반22, 유치원 3, 특수1)
- 2017.03.01	충청북도교육청지정 교육실습협력학교(청주교육대학교)
- 2018.03.01	제 9대 이석임 교장 부임

## 참고 자료
- 경산초등학교 - 한국교육학술정보원 학교알리미